# Эжен I де Линь
Эжен Франсуа Шарль Ламораль де Линь (фр. Eugène François Charles Lamoral de Ligne; 28 января 1804, Брюссель — 20 мая 1880, там же) — 8-й принц де Линь, гранд Испании 1-го класса, бельгийский государственный деятель и дипломат.

## Биография
Сын Луи-Эжена де Линя и Луизы-Жозефины, графини ван дер Нот де Дюрас, баронессы де Карло.
В 1804 году наследовал своему деду Шарлю-Жозефу как принц де Линь.
В правление Вильгельма I вошел в состав дворянского сословия провинции Эно (13.08.1816), но был из него исключен, когда без разрешения принял должность камергера Австрийского императора.
В ходе революции 1830 года поначалу был в числе ее сторонников, и на встрече в Вилворде в начале сентября энергично выступил против намерения Вильгельма войти в Брюссель во главе войск. Был одним из претендентов на трон Бельгии, но от короны отказался, заявив: «Я не могу взойти на трон Бельгии, потому что уже являюсь камергером его величества императора Австрии».
В 1834 году отношение к нему изменилось. Принц де Линь был первым из подписавших лист для выкупа лошадей принца Виллема Фредрика Георга Нассау, оставшихся в Бельгии, и недовольная толпа разгромила его дворец, после чего Эжен бежал в Австрию. По словам Александра Дюма, принц понимал возможные последствия своего поступка, но уступил настояниям своей жены-протестантки, дочери маркиза де Тразеньи. Вернувшись, он принял от Леопольда I поручение представлять его на коронации королевы Виктории в 1838 году. На обратном пути на рейде Флиссингена отказался спустить на своем корабле бельгийский флаг, по которому голландцы могли открыть огонь, вместо этого подняв над ним английский. Этот поступок вернул ему расположение народа.
Был направлен полномочным министром в Гаагу, добился возобновления торговли с Голландией.
В 1842—1848 годах был послом в Париже. По возвращении из английского посольства установил премию в 2500 франков за лучшую историю Брюсселя, и побудившую Хенне и Ваутерса опубликовать соответствующие труды в 1842 и 1845 годах.
В 1846 году пожалован Изабеллой II в рыцари ордена Золотого руна.
В 1849 году был направлен послом в Рим и другие итальянские государства. В 1856 году представлял Бельгию на коронации императора Александра II в Москве. 13 мая 1863 был назначен государственным министром.
В 1849 стал членом Сената, с 25 марта 1852 по 18 июля 1879 был его председателем, после чего ушел из политики.

## Награды
- Орден Золотого руна
- Кавалер ордена Черного орла
- Большой крест ордена Леопольда I (1838)
- Большой крест ордена Святого Михаила
- Большой крест ордена Святого Губерта
- Большой крест ордена Саксен-Эрнестинского дома
- Большой крест ордена Почетного легиона (22.08.1846)
- Большой крест ордена Святого Януария
- Большой крест ордена Пия IX

## Семья
1-я жена (12.05.1823): Амели Мелани де Конфлан (18.06.1802—31.01.1833), дочь Шарля Луи Габриеля де Конфлана, маркиза д'Армантьер, и принцессы Амели де Крой, внучка маршала Франции Луи де Конфлана, маркиза д'Армантьер
Дети:
- Анри Максимильен Жозеф Шарль Луи Ламораль (16.10.1824—27.11.1871). Жена (30.09.1851): Маргерит де Талейран-Перигор (29.03.1832—3.07.1917), дочь графа Эрнеста де Талейран-Перигора и Марии Луизы Лепелетье де Мортфонтен, 3 детей
- Луи (2.03.1827—13.04.1845)

2-я жена (32.07.1834): Натали де Тразеньи (7.09.1811—4.06.1835), дочь маркиза Жоржа Филиппа де Тразеньи, члена Национального Конгресса, и Марии Луизы де Малдегем
Дочь:
- Натали (31.05.1835—23.07.1863). Муж (15.09.1853): герцог Рудольф фон Крой (1823—1902), 5 детей

3-я жена (28.10.1836): Ядвига Ванда Любомирская (29.06.1815—14.02.1895), дочь князя Генрика Людвика Любомирского и Терезы Чарторыйской
Дети:
- Шарль Жозеф Эжен Анри Жорж Ламораль (17.11.1837—11.05.1914). Жена (1.06.1876): Шарлотта де Гонто-Бирон (19.07.1852—27.06.1933), дочь Этьена Шарля де Гонто, маркиза де Бирона, и Шарлотты Фитцджеймс, 2 детей
- Эдуар (17.02.1839—17.10.1911). Жена 1) (11.09.1866): Огаста Канингем (ок. 1845—1872), дочь Дэвида Тарлоу Канингема; 2) (12.03.1874): Элали цу Зольмс-Браунфельс (2.02.1851—16.08.1922), дочь Карла цу Зольмс-Браунфельса и Софии цу Лёвенштейн-Вертхайм-Розенберг, 1 дочь
- Изабель (15.04.1840—11.03.1858)
- Мари Жоржина Эдвиж (19.04.1843—3.03.1898). Муж (8.07.1862): Состен II де Ларошфуко (1825—1908), герцог ди Бизачча и де Дудовиль, 5 детей